# FK Belasica Strumica
Der Fudbalski Klub Belasica Strumica (mazedonisch Фудбалски Клуб Беласица Струмица) ist ein nordmazedonischer Fußballverein aus Strumica, der am 22. April 1922 gegründet wurde.

## Geschichte
Der Verein ist nach der Unabhängigkeit Gründungsmitglied der Prva Makedonska Liga und spielte in den ersten sechs Jahren eher eine untergeordnete Rolle. Nach dem Abstieg 1998 und zwei Jahren 2. Liga stieg der Verein als Meister der 2. Liga wieder auf. Unter dem Zusatz Geras Cunev erreichte das Team erst den 4. Platz und anschließend zweimal die Vizemeisterschaft.
2003 wurde das Pokalfinale verpasst, als man im Halbfinale gegen Sloga Jugomagnat in zwei Spielen unterlegen war.
2008 wurde der Aufstieg in die 1. Liga verpasst, als man in der Relegation gegen Sileks Kratovo mit 0:2 verlor. Nach der Saison 2012/13 musste man sogar in die 3. Liga absteigen. 2014 und 2015 gelang zwar jeweils der Gruppensieg, jedoch verlor der FK Belasica in beiden Jahren die entscheidenden Relegationsspiele zum Aufstieg in die Vtora Makedonska Liga. Als Meister der Gruppe Ost gelang der Aufstieg in die 1. Liga 2018/19.

## Erfolge
- Liga der mazedonischen Republik
  - Meister: 1956, 1958, 1983, 1988

- Pokal der mazedonischen Republik
  - Sieger: 1984, 1986

- Mazedonische 1. Liga
  - 2. Platz: 2001/02, 2002/03

- Mazedonische 2. Liga
  - Meister: 1999/2000, 2017/18 (Ost)

## 1. Liga
|  |  |  |  |

## Europapokalbilanz
| Saison  | Wettbewerb | Runde    | Gegner            | Gesamt | Hin     | Rück    |
| ------- | ---------- | -------- | ----------------- | ------ | ------- | ------- |
| 2002/03 | UEFA-Pokal | 1. Runde | Leixões SC        | 3:4    | 2:2 (A) | 1:2 (H) |
| 2003/04 | UEFA-Pokal | 1. Runde | NK Publikum Celje | 02:12  | 2:7 (A) | 0:5 (H) |

Gesamtbilanz: 4 Spiele, 1 Unentschieden, 3 Niederlagen, 5:16 Tore (Tordifferenz −11)